# Whoniverse
Le Whoniverse est la contraction des mots Who et universe (univers) afin de décrire l'univers de science fiction commun à la série Doctor Who et ses spin-off mais aussi les comics, romans, aventures audio et autres dérivés. Ce terme désigne tous les personnages, lieux, objets, relations, races extraterrestres qui peuvent passer d'une série à une autre.
Le 31 octobre 2023, sur la chaîne YouTube de Doctor Who, un générique d'introduction a été publié pour officialiser cet univers. On peut y voir le logo ainsi que certains personnages récurrents.
C'est le 1er novembre 2023 que le Whoniverse fut officialisé, à l'occasion du 60e Anniversaire de la série, avec la publication de l'entièreté de la Série Classique (1963-1989/1996), la Nouvelle Série (2005-2022), la Série Moderne (2023-présent), ainsi que les différents spin-off, documentaire et making-off de la série au fur et à mesures des années, sur BBC iPlayer.

## Résumé
Cet univers de fiction comporte la série Doctor Who originale au complet de 1963 à aujourd'hui à l'exception du tout premier arc nommé An Unearthly Child pour des questions de droits non acquis par la BBC à cause de désaccord avec le fils du scénariste Anthony Coburn, Stef Coburn.
Le spin-off K-9 and Company, mettant en scène Sarah Jane Smith avec K-9 mais cela n'a duré que le temps d'un épisode pilote, ce fut l'unique tentative de créer un spin-off lors de l'ère classique de la série classique (1963-1989).
Entre 2006 et 2011, le spin-off Torchwood mettait en scène Jack Harkness avec son groupe dans une organisation secrète ayant pour but de protéger la Terre, il était perçu comme une version beaucoup plus sérieuse et adulte de Doctor Who. Entre 2007 et 2011, le spin-off The Sarah Jane Adventures mettait en scène Sarah Jane Smith avec son fils adoptif Luke Smith et ses amis tentant de défendre leur quartier des attaques aliens, cette série était perçu, à contrario de Torchwood, comme une version beaucoup plus enfantine de la série originale. Malgré le succès de cette dernière, la série fut arrêtée à cause du décès prématuré de l'actrice Elisabeth Sladen en avril 2011.
Entre 2009 et 2010, un 2e spin-off nommé K-9 autour de ce personnage fut créer mais n'as pas rencontré un immense succès. Après plusieurs années sans spin-off, c'est en 2016 que le spin-off Class fait son apparition, ayant pour principe de suivre les aventures d'un prince alien et sa prisonnière cachés sur Terre dans l'école Coal Hill, où était prof Clara Oswald et Danny Pink, mais ces derniers, avec leurs amis, sont poursuivies par les entités qui ont détruit la population du jeune prince. Ce spin-off n'obtiendra malheureusement aucune suite télévisuelle mais uniquement à travers de plusieurs audios dramas.
Avec le retour de Russell T Davies aux commandes de la série depuis 2023, ainsi que l'officialisation du Whoniverse, la volonté d'étendre l'univers autour de la série est clairement exprimé. Entre 2023 et 2024, un court spin-off de 7 épisodes nommé Tales of the TARDIS mettant en avant d'anciens compagnons et Docteurs de la série qui se retrouve dans un "Memory TARDIS" pour se remémorer une histoire qu'ils ont vécu ensemble. Au départ, ce TARDIS était uniquement utilisé pour L'Empire de Mort, final de la Saison 1 de 2024 où le Quinzième Docteur raconte, sa première rencontre avec Sutekh lors de l'arc Pyramids of Mars, à Ruby Sunday, mais par la suite, il fut utilisé pour créer ce spin-off.
Le 26 juillet 2024, un tout nouveau spin-off nommé The War Between the Land and the Sea mettant en scène UNIT face aux Démons des Mers a été annoncé et compte 5 épisodes.

## Doctor Whoet sesspin-offs

### Aperçu
| Séries                               | Séries                               | Saisons    | Saisons | Épisodes          | Diffusion originale | Diffusion originale | Diffusion originale    |
| Séries                               | Séries                               | Saisons    | Saisons | Épisodes          | Première diffusion  | Dernière diffusion  | Plateforme             |
| ------------------------------------ | ------------------------------------ | ---------- | ------- | ----------------- | ------------------- | ------------------- | ---------------------- |
| Doctor Who                           | Classique (1963-1989)                |            | 26      | 701               | 23 novembre 1963    | 6 décembre 1989     | BBC One                |
| Doctor Who                           | Téléfilm (1996)                      |            | 1       | 1                 | 27 mai 1996         | 27 mai 1996         | BBC One                |
| Doctor Who                           | Nouvelle (2005-2022)                 |            | 13      | 175               | 26 mars 2005        | 23 octobre 2022     | BBC One                |
| Doctor Who                           | Moderne (2023-Présent)               |            | 2       | 21                | 25 novembre 2023    | En cours...         | BBC One / Disney+      |
| K-9 and Company                      | K-9 and Company                      |            | 1       | 1                 | 28 décembre 1981    | 28 décembre 1981    | BBC One                |
| Torchwood                            | Torchwood                            |            | 1       | 13                | 22 octobre 2006     | 1er janvier 2007    | BBC Three              |
| Torchwood                            | Torchwood                            |            | 2       | 13                | 16 janvier 2008     | 4 avril 2008        | BBC Two                |
| Torchwood                            | Torchwood                            |            | 3       | 5                 | 6 juillet 2009      | 10 juillet 2009     | BBC One                |
| Torchwood                            | Torchwood                            |            | 4       | 10                | 8 juillet 2011      | 9 septembre 2011    | Starz / BBC One        |
| The Sarah Jane Adventures            | The Sarah Jane Adventures            |            | 1       | Pilote            | 1er janvier 2007    | 1er janvier 2007    | BBC One                |
| The Sarah Jane Adventures            | The Sarah Jane Adventures            | 10         | 1       | 24 septembre 2007 | 19 novembre 2007    | CBBC                |                        |
| The Sarah Jane Adventures            | The Sarah Jane Adventures            |            | 2       | 12                | 29 septembre 2008   | CBBC                | 8 décembre 2008        |
| The Sarah Jane Adventures            | The Sarah Jane Adventures            | Supplément | 2       | 13 mars 2009      | 13 mars 2009        | CBBC                |                        |
| The Sarah Jane Adventures            | The Sarah Jane Adventures            |            | 3       | 12                | 15 octobre 2009     | CBBC                | 20 novembre 2009       |
| The Sarah Jane Adventures            | The Sarah Jane Adventures            |            | 4       | 12                | 11 octobre 2010     | CBBC                | 16 novembre 2010       |
| The Sarah Jane Adventures            | The Sarah Jane Adventures            |            | 5       | 6                 | 3 octobre 2011      | CBBC                | 18 octobre 2011        |
| The Sarah Jane Adventures            | The Sarah Jane Adventures            |            | Web     | 1                 | 19 avril 2020       | 19 avril 2020       | YouTube                |
| K-9                                  | K-9                                  |            | 1       | 26                | 31 octobre 2009     | 20 novembre 2010    | Network 10 / Disney XD |
| Class                                | Class                                |            | 1       | 8                 | 22 octobre 2016     | 3 décembre 2016     | BBC Three              |
| Tales of the TARDIS                  | Tales of the TARDIS                  |            | 1       | 7                 | 1er novembre 2023   | 20 juin 2024        | BBC iPlayer / BBC Four |
| The War Between the Land and the Sea | The War Between the Land and the Sea |            | 1       | 5                 | 2025                | À venir...          | BBC One / Disney+      |

### Doctor Who(1963-présent)
Doctor Who est une série télévisée britannique de science-fiction, créée par Sydney Newman, Donald Wilson et Verity Lambert.
Elle raconte les aventures du Docteur, un personnage aux multiples visages qui voyage à travers l'espace et le temps à bord d'un vaisseau spatio-temporel ayant l'apparence extérieure d'une cabine d'appel téléphonique de la police britannique, appelé le TARDIS.
Lorsque le Docteur est mortellement blessé, il peut survivre en passant par une régénération ; il change alors d'apparence et, dans une certaine mesure, de personnalité, mais tout en conservant le souvenir de ses vies antérieures.

#### Série Classique(1963-1989/1996)
Diffusée, à l'origine, le 23 novembre 1963, la série est restée à l'écran jusqu'au 6 décembre 1989 après 26 saisons et 7 Docteurs. Malgré une mince tentative pour faire revenir la série au travers d'un téléfilm, diffusé le 27 mai 1996 au Royaume-Uni, la série ne continuera pas.
Le Premier Docteur, interprété par William Hartnell, fait son apparition lors du tout premier épisode de la série, An Unearthly Child, diffusé le 23 novembre 1963. Au cours de ses aventures, le Docteur fut accompagné de nombreux compagnons dont sa petite-fille Susan Foreman. Cependant, avec son âge avancé et sa difficulté à retenir son texte, la production se mit a concevoir le concept de régénération afin de perdurer la série tout en changeant d'acteurs pour le personnage du Docteur. C'est lors de la diffusion de l'arc The Tenth Planet en 1966 que William Hartnell laissa sa place à Patrick Troughton pour interpréter le Deuxième Docteur.
| Apparition des Compagnons                                  | Apparition des Compagnons                | Apparition des Compagnons                | Apparition des Compagnons                           | Apparition des Compagnons                      | Apparition des Compagnons                            | Apparition des Compagnons                     | Apparition des Compagnons                                          | Apparition des Compagnons                           | Apparition des Compagnons                           |
| Susan Foreman                                              | Ian Chesterton                           | Barbara Wright                           | Vicki                                               | Steven Taylor                                  | Katarina                                             | Sara Kingdom                                  | Dodo Chaplet                                                       | Polly                                               | Ben Jackson                                         |
| ---------------------------------------------------------- | ---------------------------------------- | ---------------------------------------- | --------------------------------------------------- | ---------------------------------------------- | ---------------------------------------------------- | --------------------------------------------- | ------------------------------------------------------------------ | --------------------------------------------------- | --------------------------------------------------- |
| Saison 1 et Saison 2 (jusqu'à The Dalek Invasion of Earth) | Saison 1 et Saison 2 (jusqu'à The Chase) | Saison 1 et Saison 2 (jusqu'à The Chase) | Saison 2 et Saison 3 (The Rescue - The Myth Makers) | Saison 2 et Saison 3 (The Chase - The Savages) | Saison 3 (The Myth Makers - The Daleks' Master Plan) | Saison 3 (uniquement The Daleks' Master Plan) | Saison 3 (The Massacre of St Bartholomew's Eve - The War Machines) | Saison 3 et Saison 4 (à partir de The War Machines) | Saison 3 et Saison 4 (à partir de The War Machines) |

Le Deuxième Docteur, interprété par Patrick Troughton, fait sa première apparition lors de l'arc The Power of the Daleks en 1966. Malheureusement, il est le Docteur avec le plus d'histoires disparues, mais certaines ont été reconstitués par les fans ou refaites en animations par la BBC. Le dernier épisode perdu était The Space Pirates (1969).
C'est lors de l'histoire The War Games en 1969 que Patrick Troughton fut régénéré de force par ses semblables, les Seigneur du Temps. Cependant, à ce moment-là, l'acteur pour interpréter le prochain Docteur n'était pas encore décidé, raison pour laquelle on ne voit pas la régénération s'achever. Cet épisode fut le dernier diffusé en noir et blanc.
| Apparition des Compagnons            | Apparition des Compagnons            | Apparition des Compagnons                                    | Apparition des Compagnons                                          | Apparition des Compagnons                             | Apparition des Compagnons                                      | Apparition des Compagnons        |
| Compagnons Principaux                | Compagnons Principaux                | Compagnons Principaux                                        | Compagnons Principaux                                              | Compagnons Principaux                                 | Compagnons Occasionnels                                        | Compagnons Occasionnels          |
| Polly                                | Ben Jackson                          | Jamie McCrimmon                                              | Victoria Waterfield                                                | Zoe Heriot                                            | Brigadier Lethbridge-Stewart                                   | Sergent John Benton              |
| ------------------------------------ | ------------------------------------ | ------------------------------------------------------------ | ------------------------------------------------------------------ | ----------------------------------------------------- | -------------------------------------------------------------- | -------------------------------- |
| Saison 4 (jusqu'à The Faceless Ones) | Saison 4 (jusqu'à The Faceless Ones) | Saison 4, Saison 5 et Saison 6 (à partir de The Highlanders) | Saison 4 et Saison 5 (The Evil of the Daleks - Fury from the Deep) | Saison 5 et Saison 6 (à partir de The Wheel in Space) | Saison 5 et Saison 6 (invité) (The Web of Fear / The Invasion) | Saison 6 (invité) (The Invasion) |

Le Troisième Docteur, interprété par Jon Pertwee, fait sa première apparition lors de l'arc Spearhead from Space en 1970. Cet épisode fut le premier diffusé en couleur. Lors de son ère, Jon Pertwee fut le premier à apparaître dans un épisode aux côtés de ses prédécesseurs lors de l'histoire The Three Doctors en 1972-1973 à l'occasion du 10e anniversaire de la série. C'est la première version du Docteur à voir le Maître apparaître à l'écran. Lors de la diffusion de l'épisode Planet of the Spiders en 1974, Jon Pertwee céda sa place à Tom Baker pour interpréter le Quatrième Docteur.
| Apparition des Compagnons  | Apparition des Compagnons                                                | Apparition des Compagnons                | Apparition des Compagnons                                                               | Apparition des Compagnons                                                               | Apparition des Compagnons                                                     |
| Compagnons Principaux      | Compagnons Principaux                                                    | Compagnons Principaux                    | Compagnons Occasionnels                                                                 | Compagnons Occasionnels                                                                 | Compagnons Occasionnels                                                       |
| Liz Shaw                   | Jo Grant                                                                 | Sarah Jane Smith                         | Brigadier Lethbridge-Stewart                                                            | Sergent John Benton                                                                     | Capitaine Mike Yates                                                          |
| -------------------------- | ------------------------------------------------------------------------ | ---------------------------------------- | --------------------------------------------------------------------------------------- | --------------------------------------------------------------------------------------- | ----------------------------------------------------------------------------- |
| Saison 7 (jusqu'à Inferno) | Saison 8, Saison 9 et Saison 10 (Terror of the Autons - The Green Death) | Saison 11 (à partir de The Time Warrior) | Saison 7, Saison 8, Saison 9, Saison 10 et Saison 11 (Présent dans certaines histoires) | Saison 7, Saison 8, Saison 9, Saison 10 et Saison 11 (Présent dans certaines histoires) | Saison 8, Saison 9, Saison 10 et Saison 11 (Présent dans certaines histoires) |

Le Quatrième Docteur, interprété par Tom Baker, fait sa première apparition lors de l'arc Robot en 1974. Dans l'histoire de la série, Tom Baker fut l'acteur à être resté le plus longtemps dans le rôle du Docteur. C'est lors de l'arc Logopolis que le Tom Baker laisse sa place à l'acteur Peter Davison pour interpréter le Cinquième Docteur.
| Apparition des Compagnons                                    | Apparition des Compagnons                             | Apparition des Compagnons                                        | Apparition des Compagnons | Apparition des Compagnons                                       | Apparition des Compagnons           | Apparition des Compagnons         | Apparition des Compagnons         | Apparition des Compagnons                | Apparition des Compagnons                             | Apparition des Compagnons                                                       |
| Compagnons Principaux                                        | Compagnons Principaux                                 | Compagnons Principaux                                            | Compagnons Principaux     | Compagnons Principaux                                           | Compagnons Principaux               | Compagnons Principaux             | Compagnons Principaux             | Compagnons Occasionnels                  | Compagnons Occasionnels                               | Compagnons Occasionnels                                                         |
| Sarah Jane Smith                                             | Harry Sullivan                                        | Leela                                                            | Romana I                  | Romana II                                                       | Adric                               | Nyssa                             | Tegan Jovanka                     | Brigadier Lethbridge-Stewart             | Sergent John Benton                                   | K-9                                                                             |
| ------------------------------------------------------------ | ----------------------------------------------------- | ---------------------------------------------------------------- | ------------------------- | --------------------------------------------------------------- | ----------------------------------- | --------------------------------- | --------------------------------- | ---------------------------------------- | ----------------------------------------------------- | ------------------------------------------------------------------------------- |
| Saison 12, Saison 13 et Saison 14 (jusqu'à The Hand of Fear) | Saison 12 et Saison 13 (jusqu'à Terror of the Zygons) | Saison 14 et Saison 15 (The Face of Evil - The Invasion of Time) | Saison 16                 | Saison 17 et Saison 18 (Destiny of the Daleks - Warriors' Gate) | Saison 18 (à partir de Full Circle) | Saison 18 (à partir de Logopolis) | Saison 18 (à partir de Logopolis) | Saison 12 (Robot / Terror of the Zygons) | Saison 12 et Saison 13 (Robot / The Android Invasion) | Saison 15, Saison 16, Saison 17 et Saison 18 (Présent dans certaines histoires) |

Le Cinquième Docteur, interprété par Peter Davison, fait sa première apparition lors de l'arc Castrovalva en 1982. À l'époque, Peter Davison était l'acteur le plus jeune à interprété le rôle du Docteur. Après les 7 saisons de Tom Baker, les nouveaux acteurs à interpréter le Docteur ne sont resté que 2 ou 3 saisons maximum. C'est lors de l'arc The Caves of Androzani en 1984 que Peter Davison laisse sa place à Colin Baker pour être le Sixième Docteur.
| Saison 19 (jusqu'à Earthshock) | Saison 19 et Saison 20 (jusqu'à Terminus) | Saison 19, Saison 20 et Saison 21 (jusqu'à Resurrection of the Daleks) | Saison 20 et Saison 21 (Mawdryn Undead - Planet of Fire) | Saison 21 (à partir de Planet of Fire) | Saison 20 et Saison 21 (Présent dans certaines histoires) | Saison 20 (Mawdryn Undead / The Five Doctors) |

Le Sixième Docteur, interprété par Colin Baker, fait sa première apparition lors de l'arc The Twin Dilemma en 1984. Sa première saison est la toute première a possédé uniquement des épisodes de 45 min contrairement à la durée classique de 25 min.
C'est d'ailleurs la première fois qu'une Dame du Temps est mise en avant dans la série sous le nom de la Rani. Sa deuxième saison reviens sur la durée classique de 25 min par épisode, cependant, elle est constituée d'une seule histoire divisée en 14 épisodes et porte le nom de Trial of a Timelord.
Cette saison est également la première à présenter une version maléfique du Docteur dénommé le Valeyard. Malgré quelques compromis au sein de la production, et de la BBC, le départ de Colin Baker, ainsi que sa régénération, ne seront pas filmé et donc pas diffusé.
| Apparition des Compagnons                            | Apparition des Compagnons                      | Apparition des Compagnons                    |
| Compagnons Principaux                                | Compagnons Principaux                          | Compagnons Occasionnels                      |
| Peri Brown                                           | Mel Bush                                       | Sabalom Glitz                                |
| ---------------------------------------------------- | ---------------------------------------------- | -------------------------------------------- |
| Saison 21, Saison 22 et Saison 23 (jusqu'à Mindwarp) | Saison 23 (à partir de Terror of the Vervoids) | Saison 23 (Présent dans certaines histoires) |

Le Septième Docteur, interprété par Sylvester McCoy, fait sa première apparition lors de l'arc Time and the Rani en 1987. Sa régénération est un peu particulière étant donné que c'est Sylvester McCoy lui-même qui à fait la transition du Sixième au Septième en portant seulement une perruque semblable aux cheveux de Colin Baker. Sylvester McCoy fut le dernier acteur à interpréter le Docteur lors de l'ère Classique en avec l'arc Survival, diffusé pour la dernière fois le 6 décembre 1989.
| Apparition des Compagnons      | Apparition des Compagnons                                  | Apparition des Compagnons       | Apparition des Compagnons        |
| Compagnons Principaux          | Compagnons Principaux                                      | Compagnons Occasionnels         | Compagnons Occasionnels          |
| Mel Bush                       | Ace (Dorothy McShane)                                      | Sabalom Glitz                   | Brigadier Lethbridge-Stewart     |
| ------------------------------ | ---------------------------------------------------------- | ------------------------------- | -------------------------------- |
| Saison 24 (jusqu'à Dragonfire) | Saison 24, Saison 25 et Saison 26 (à partir de Dragonfire) | Saison 24 (invité) (Dragonfire) | Saison 26 (invité) (Battlefield) |

Lors d'un téléfilm, diffusé le 27 mai 1996 au Royaume-Uni, le Septième Docteur, interprété par Sylvester McCoy, laisse sa place au Huitième Docteur, interprété par Paul McGann qui sera le Docteur uniquement lors de ce téléfilm, mais reviendra à diverses occasions dans le futur de la série.
| Apparition des Compagnons       |
| Grace Holloway                  |
| ------------------------------- |
| Le Seigneur du Temps (téléfilm) |

#### Nouvelle Série(2005-2022)
À partir du 26 mars 2005, la série connaît une véritable renaissance jusqu'au 23 octobre 2022 avec 7 nouveaux Docteurs et 13 saisons supplémentaires. Fort heureusement, la série n'est pas arrêté après cette date mais est uniquement renouvelé grâce à l'apport de fonds budgétaires par Disney dans la production et avec l'obtention des droits de diffusion sur Disney+ des nouveaux épisodes produits suites à cette collaboration.
Le Neuvième Docteur, interprété par Christopher Eccleston, fait sa première apparition dans l'épisode Rose en 2005. C'est à partir de cette saison que le principe de "fil rouge" est instauré pour cette saison et les autres à venir. Suites à des problèmes d'entente avec la production, l'acteur ne restera pas plus d'une saison. C'est lors de l'épisode finale de la saison, À la croisée des chemins, que Christopher Eccleston laisse sa place à l'acteur David Tennant pour interpréter le Dixième Docteur.
| Apparition des Compagnons | Apparition des Compagnons | Apparition des Compagnons | Apparition des Compagnons | Apparition des Compagnons | Apparition des Compagnons | Apparition des Compagnons |
| Compagnon Principale      | Compagnons Récurrents     | Compagnons Récurrents     | Compagnons Récurrents     | Compagnons Récurrents     | Compagnons Récurrents     | Compagnons Récurrents     |
| Rose Tyler                | Jackie Tyler              | Mickey Smith              | Jack Harkness             | Harriet Jones             | Adam Mitchell             | Pete Tyler                |
| ------------------------- | ------------------------- | ------------------------- | ------------------------- | ------------------------- | ------------------------- | ------------------------- |
| Saison 1 (complète)       | Saison 1 (6 épisodes)     | Saison 1 (6 épisodes)     | Saison 1 (5 épisodes)     | Saison 1 (2 épisodes)     | Saison 1 (2 épisodes)     | Saison 1 (1 épisode)      |

Le Dixième Docteur, interprété par David Tennant, fait sa première apparition, après une courte saynète dans le Children in Need Born Again dans l'épisode spécial Noël de 2005 L'Invasion de Noël. Avec cette nouvelle ère dans la série, des "Spécial Noël" sont diffusé à chaque Noël à partir de 2005.
Pendant ces nombreuses aventures, cet incarnation du Docteur a rencontré énormément de compagnons qui l'ont soutenu jusqu'au retour d'un ennemi de très longue date du Docteur denommé Davros, déjà apparue pendants les ères du Quatrième, Cinquième, Sixième et Septième Docteur Après une suite d'épisodes spéciaux entre 2008 et 2010, David Tennant laisse sa place à Matt Smith pour jouer le Onzième Docteur à la fin de l'épisode La Prophétie de Noël, partie 2 lors du Nouvel An 2010.
| Apparition des Compagnons | Apparition des Compagnons | Apparition des Compagnons | Apparition des Compagnons | Apparition des Compagnons | Apparition des Compagnons | Apparition des Compagnons | Apparition des Compagnons |
| Saison 2 (2005-2006)      | Saison 2 (2005-2006)      | Saison 2 (2005-2006)      | Saison 2 (2005-2006)      | Saison 2 (2005-2006)      | Saison 2 (2005-2006)      | Saison 2 (2005-2006)      | Saison 2 (2005-2006)      |
| Compagnon Principale      | Compagnons Récurrents     | Compagnons Récurrents     | Compagnons Récurrents     | Compagnons Récurrents     | Compagnons Récurrents     | Compagnons Récurrents     | Compagnons Récurrents     |
| Rose Tyler                | Mickey Smith              | Jackie Tyler              | Pete Tyler                | Harriet Jones             | Sarah Jane Smith          | K-9                       | Donna Noble               |
| ------------------------- | ------------------------- | ------------------------- | ------------------------- | ------------------------- | ------------------------- | ------------------------- | ------------------------- |
| Saison 2 (complète)       | Saison 2 (8 épisodes)     | Saison 2 (7 épisodes)     | Saison 2 (3 épisodes)     | Saison 2 (invités)        | Saison 2 (invités)        | Saison 2 (invités)        | Saison 2 (invités)        |

| Saison 3 (2006-2007) | Saison 3 (2006-2007)  | Saison 3 (2006-2007)  | Saison 3 (2006-2007)  | Saison 3 (2006-2007)  | Saison 3 (2006-2007)  | Saison 3 (2006-2007)  | Saison 3 (2006-2007)  |
| Compagnon Principale | Compagnons Récurrents | Compagnons Récurrents | Compagnons Récurrents | Compagnons Récurrents | Compagnons Récurrents | Compagnons Récurrents | Compagnons Récurrents |
| Martha Jones         | Francine Jones        | Tish Jones            | Leo Jones             | Jack Harkness         | Clive Jones           | Donna Noble           | Sylvia Noble          |
| -------------------- | --------------------- | --------------------- | --------------------- | --------------------- | --------------------- | --------------------- | --------------------- |
| Saison 3 (complète)  | Saison 3 (5 épisodes) | Saison 3 (4 épisodes) | Saison 3 (4 épisodes) | Saison 3 (3 épisodes) | Saison 3 (2 épisodes) | Saison 3 (invitées)   | Saison 3 (invitées)   |

| Saison 4 (complète) | Saison 4 (6 épisodes) | Saison 4 (6 épisodes) | Saison 4 (6 épisodes) | Saison 4 (5 épisodes) | Saison 4 (2 épisodes) |

| Spéciaux (2008-2010)           | Spéciaux (2008-2010)                | Spéciaux (2008-2010)                       | Spéciaux (2008-2010)                                              | Spéciaux (2008-2010)                                              | Spéciaux (2008-2010)                                              | Spéciaux (2008-2010)                                              | Spéciaux (2008-2010)                                              | Spéciaux (2008-2010)                                              | Spéciaux (2008-2010)                                              | Spéciaux (2008-2010)                                              | Spéciaux (2008-2010)                                              | Spéciaux (2008-2010)                                              | Spéciaux (2008-2010)                                              |
| Compagnons Principaux          | Compagnons Principaux               | Compagnons Principaux                      | Compagnons Principaux                                             | Compagnons Récurrents                                             | Compagnons Récurrents                                             | Compagnons Récurrents                                             | Compagnons Récurrents                                             | Compagnons Récurrents                                             | Compagnons Récurrents                                             | Compagnons Récurrents                                             | Compagnons Récurrents                                             | Compagnons Récurrents                                             | Compagnons Récurrents                                             |
| Jackson Lake                   | Lady Christina de Souza             | Capitaine Adélaïde Brooke                  | Wilfred Mott                                                      | Shaun Temple                                                      | Donna Noble                                                       | Sylvia Noble                                                      | Martha Jones                                                      | Mickey Smith                                                      | Sarah Jane Smith                                                  | Luke Smith                                                        | Jack Harkness                                                     | Rose Tyler                                                        | Jackie Tyler                                                      |
| ------------------------------ | ----------------------------------- | ------------------------------------------ | ----------------------------------------------------------------- | ----------------------------------------------------------------- | ----------------------------------------------------------------- | ----------------------------------------------------------------- | ----------------------------------------------------------------- | ----------------------------------------------------------------- | ----------------------------------------------------------------- | ----------------------------------------------------------------- | ----------------------------------------------------------------- | ----------------------------------------------------------------- | ----------------------------------------------------------------- |
| Cyber Noël (Spécial Noël 2008) | Planète morte (Spécial Pâques 2009) | La Conquête de Mars (Spécial Automne 2009) | La Prophétie de Noël (Spécial Noël 2009 / Spécial Nouvel An 2010) | La Prophétie de Noël (Spécial Noël 2009 / Spécial Nouvel An 2010) | La Prophétie de Noël (Spécial Noël 2009 / Spécial Nouvel An 2010) | La Prophétie de Noël (Spécial Noël 2009 / Spécial Nouvel An 2010) | La Prophétie de Noël (Spécial Noël 2009 / Spécial Nouvel An 2010) | La Prophétie de Noël (Spécial Noël 2009 / Spécial Nouvel An 2010) | La Prophétie de Noël (Spécial Noël 2009 / Spécial Nouvel An 2010) | La Prophétie de Noël (Spécial Noël 2009 / Spécial Nouvel An 2010) | La Prophétie de Noël (Spécial Noël 2009 / Spécial Nouvel An 2010) | La Prophétie de Noël (Spécial Noël 2009 / Spécial Nouvel An 2010) | La Prophétie de Noël (Spécial Noël 2009 / Spécial Nouvel An 2010) |

Le Onzième Docteur, interprété par Matt Smith, fait sa première apparition dans l'épisode Le Prisonnier zéro en 2010. Lors de sa première apparition dans la série, Matt Smith devint l'acteur le plus jeune à incarner le Docteur, dépassant Peter Davison, acteur du Cinquième Docteur, qui avait ce "rôle" à l'époque de son casting.
Lors de l'épisode Le Jour du Docteur diffusé à l'occasion des 50 ans de la série, le Dixième Docteur, interpréter par David Tennant, reviens aux côtés du Onzième Docteur et se retrouve accompagné d'une vie refoulé du Docteur, le Docteur de la Guerre, interprété par John Hurt, une incarnation ayant vécu la dernière grande Guerre du Temps et se trouvant entre le Huitième et Neuvième Docteur.
Lors de l'épisode suivant, L'Heure du Docteur, le spécial Noël de 2013, on apprend que le Onzième Docteur est, en fait, la dernière incarnation de son cycle de régénération car il est arrivé à sa treizième vie. C'est aussi pendant cet épisode que Matt Smith cède sa place à Peter Capaldi qui deviendra le Douzième Docteur après l'attribution d'un nouveau cycle de régénération part les Seigneurs du Temps.
| Apparition des Compagnons | Apparition des Compagnons | Apparition des Compagnons | Apparition des Compagnons | Apparition des Compagnons | Apparition des Compagnons | Apparition des Compagnons | Apparition des Compagnons |
| Saison 5 (2010)           | Saison 5 (2010)           | Saison 5 (2010)           | Saison 5 (2010)           | Saison 5 (2010)           | Saison 5 (2010)           | Saison 5 (2010)           | Saison 5 (2010)           |
| Compagnon Principale      | Compagnons Récurrents     | Compagnons Récurrents     | Compagnons Récurrents     | Compagnons Récurrents     | Compagnons Récurrents     | Compagnons Récurrents     | Compagnons Récurrents     |
| Amy Pond                  | Rory Williams             | River Song                | Winston Churchill         | Liz X                     | Vincent Van Gogh          | Craig Owens               | Dorium Maldovar           |
| ------------------------- | ------------------------- | ------------------------- | ------------------------- | ------------------------- | ------------------------- | ------------------------- | ------------------------- |
| Saison 5 (complète)       | Saison 5 (7 épisodes)     | Saison 5 (4 épisodes)     | Saison 5 (3 épisodes)     | Saison 5 (2 épisodes)     | Saison 5 (2 épisodes)     | Saison 5 (invités)        | Saison 5 (invités)        |

| Saison 6 (2010-2011)  | Saison 6 (2010-2011)  | Saison 6 (2010-2011)  | Saison 6 (2010-2011)  | Saison 6 (2010-2011)   | Saison 6 (2010-2011)   | Saison 6 (2010-2011)   | Saison 6 (2010-2011)  | Saison 6 (2010-2011)  |
| Compagnons Principaux | Compagnons Principaux | Compagnons Récurrents | Compagnons Récurrents | Compagnons Récurrents  | Compagnons Récurrents  | Compagnons Récurrents  | Compagnons Récurrents | Compagnons Récurrents |
| Amy Pond              | Rory Williams         | River Song            | Dorium Maldovar       | Le Gang du Paternoster | Le Gang du Paternoster | Le Gang du Paternoster | Craig Owens           | Winston Churchill     |
| Amy Pond              | Rory Williams         | River Song            | Dorium Maldovar       | Mme Vastra             | Jenny Flint            | Strax                  | Craig Owens           | Winston Churchill     |
| --------------------- | --------------------- | --------------------- | --------------------- | ---------------------- | ---------------------- | ---------------------- | --------------------- | --------------------- |
| Saison 6 (complète)   | Saison 6 (complète)   | Saison 6 (5 épisodes) | Saison 6 (2 épisodes) | Saison 6 (invités)     | Saison 6 (invités)     | Saison 6 (invités)     | Saison 6 (invités)    | Saison 6 (invités)    |

| Saison 7 (2011-2013)  | Saison 7 (2011-2013)  | Saison 7 (2011-2013)   | Saison 7 (2011-2013)   | Saison 7 (2011-2013)   | Saison 7 (2011-2013)   | Saison 7 (2011-2013)  | Saison 7 (2011-2013)  | Saison 7 (2011-2013)  | Saison 7 (2011-2013)  |
| Compagnons Principaux | Compagnons Principaux | Compagnons Principaux  | Compagnons Récurrents  | Compagnons Récurrents  | Compagnons Récurrents  | Compagnons Récurrents | Compagnons Récurrents | Compagnons Récurrents | Compagnons Récurrents |
| Amy Pond              | Rory Williams         | Clara Oswald           | Le Gang du Paternoster | Le Gang du Paternoster | Le Gang du Paternoster | Brian Williams        | River Song            | Kate Stewart          | Madge Arwell          |
| Amy Pond              | Rory Williams         | Clara Oswald           | Mme Vastra             | Jenny Flint            | Strax                  | Brian Williams        | River Song            | Kate Stewart          | Madge Arwell          |
| --------------------- | --------------------- | ---------------------- | ---------------------- | ---------------------- | ---------------------- | --------------------- | --------------------- | --------------------- | --------------------- |
| Saison 7 (5 épisodes) | Saison 7 (5 épisodes) | Saison 7 (10 épisodes) | Saison 7 (3 épisodes)  | Saison 7 (3 épisodes)  | Saison 7 (3 épisodes)  | Saison 7 (2 épisodes) | Saison 7 (2 épisodes) | Saison 7 (invitées)   | Saison 7 (invitées)   |

| Spéciaux (2013)      | Spéciaux (2013)                               | Spéciaux (2013)                               | Spéciaux (2013)                        |
| Compagnon Principale | Compagnons Récurrents                         | Compagnons Récurrents                         | Compagnons Récurrents                  |
| Clara Oswald         | Kate Stewart                                  | Petronella Osgood                             | Amy Pond                               |
| -------------------- | --------------------------------------------- | --------------------------------------------- | -------------------------------------- |
| Spéciaux (complet)   | Le Jour du Docteur (Spécial 50e Anniversaire) | Le Jour du Docteur (Spécial 50e Anniversaire) | L'Heure du Docteur (Spécial Noël 2013) |

Le Douzième Docteur, interprété par Peter Capaldi, fait sa première apparition dans l'épisode En apnée en 2014, malgré un court caméo dans le spécial 50e anniversaire de la série Le Jour du Docteur. Au cours de son ère, une incarnation féminine du Maître, Missy, apparaît de façon très récurrente dans la globalité de son ère, à contrario de ses prédécesseurs entre 2005 et 2010.
C'est au cours du spécial Noël de 2015, Les Maris de River Song, que le personnage de River Song, épouse du Docteur, fait sa dernière apparition. C'est lors du spécial Noël de 2017, Il était deux fois, que Peter Capaldi laisse sa place à Jodie Whittaker qui deviendra le Treizième Docteur.
| Apparition des Compagnons | Apparition des Compagnons | Apparition des Compagnons | Apparition des Compagnons | Apparition des Compagnons | Apparition des Compagnons | Apparition des Compagnons | Apparition des Compagnons |
| Saison 8 (2014)           | Saison 8 (2014)           | Saison 8 (2014)           | Saison 8 (2014)           | Saison 8 (2014)           | Saison 8 (2014)           | Saison 8 (2014)           | Saison 8 (2014)           |
| Compagnon Principale      | Compagnons Récurrents     | Compagnons Récurrents     | Compagnons Récurrents     | Compagnons Récurrents     | Compagnons Récurrents     | Compagnons Récurrents     | Compagnons Récurrents     |
| Clara Oswald              | Danny Pink                | Le Gang du Paternoster    | Le Gang du Paternoster    | Le Gang du Paternoster    | Rigsy                     | Kate Stewart              | Petronella Osgood         |
| Clara Oswald              | Danny Pink                | Mme Vastra                | Jenny Flint               | Strax                     | Rigsy                     | Kate Stewart              | Petronella Osgood         |
| ------------------------- | ------------------------- | ------------------------- | ------------------------- | ------------------------- | ------------------------- | ------------------------- | ------------------------- |
| Saison 8 (complète)       | Saison 8 (10 épisodes)    | Saison 8 (invités)        | Saison 8 (invités)        | Saison 8 (invités)        | Saison 8 (invités)        | Saison 8 (invités)        | Saison 8 (invités)        |

| Saison 9 (2014-2015) | Saison 9 (2014-2015)  | Saison 9 (2014-2015)  | Saison 9 (2014-2015)  | Saison 9 (2014-2015)  | Saison 9 (2014-2015)  | Saison 9 (2014-2015)  |
| Compagnon Principale | Compagnons Récurrents | Compagnons Récurrents | Compagnons Récurrents | Compagnons Récurrents | Compagnons Récurrents | Compagnons Récurrents |
| Clara Oswald         | Ashildr / Moi         | Kate Stewart          | Petronella Osgood     | Rigsy                 | River Song            | Nardole               |
| -------------------- | --------------------- | --------------------- | --------------------- | --------------------- | --------------------- | --------------------- |
| Saison 9 (complète)  | Saison 9 (4 épisodes) | Saison 9 (3 épisodes) | Saison 9 (2 épisodes) | Saison 9 (invités)    | Saison 9 (invités)    | Saison 9 (invités)    |

| Saison 10 (complète) | Saison 10 (complète) | Saison 10 (2 épisodes) |

Le Treizième Docteur, interprété par Jodie Whittaker, fait sa première apparition dans l'épisode La Femme qui venait d'ailleurs en 2018. Ce fut la première actrice à interpréter le Docteur. Durant son ère, le Docteur apprit, avec l'aide du Maître, que sa vie n'est pas celle qu'elle croyait être, les Seigneurs du Temps ont en réalité voler la capacité de se régénérer du Docteur, enfant et abandonnée, pour les utiliser dans leurs propres intérêts, cela permet, également, au Docteur de découvrir l'existence d'une vie antérieure et caché nommé le Docteur Fugitif, interprété par Jo Martin, devenant ainsi la première femme noire à interpréter une incarnation du Docteur.
Lors de la saison 13, appelé Doctor Who: Flux, le Docteur découvre que la Division, conspiration secrète créer par les Seigneurs du Temps, a créer un cataclysme cosmique appelé le Flux pour détruire cet univers afin de basculer vers un autre à cause du Docteur elle-même qui est une grande menace pour leur existence.
Après une suite d'épisodes spéciaux en 2022, le Docteur vit un ultime affrontement face à ses plus grands ennemis, se fait voler son corps par le Maître lors d'une régénération forcée avant de récupérer son corps et de se régénérer lors de l'épisode Le Pouvoir du Docteur diffusé à l'occasion du 100e anniversaire de la BBC. C'est à la fin de ce Spécial que l'actrice Jodie Whittaker laisse sa place à David Tennant qui reviens mais cette fois-ci en tant que Quatorzième Docteur et signe, ainsi, la fin de la nouvelle série, débuté en 2005, le 23 octobre 2022.
| Apparition des Compagnons | Apparition des Compagnons | Apparition des Compagnons | Apparition des Compagnons | Apparition des Compagnons | Apparition des Compagnons | Apparition des Compagnons | Apparition des Compagnons | Apparition des Compagnons |
| Saison 11 (2018-2019)     | Saison 11 (2018-2019)     | Saison 11 (2018-2019)     | Saison 11 (2018-2019)     | Saison 11 (2018-2019)     | Saison 11 (2018-2019)     | Saison 11 (2018-2019)     | Saison 11 (2018-2019)     | Saison 11 (2018-2019)     |
| Compagnons Principaux     | Compagnons Principaux     | Compagnons Principaux     | Compagnons Récurrents     | Compagnons Récurrents     | Compagnons Récurrents     | Compagnons Récurrents     | Compagnons Récurrents     | Compagnons Récurrents     |
| Yasmin Khan               | Graham O'Brien            | Ryan Sinclair             | Grace O'Brien             | Sonya Khan                | Najia Khan                | Hakim Khan                | Karl Wright               | Jack Robertson            |
| ------------------------- | ------------------------- | ------------------------- | ------------------------- | ------------------------- | ------------------------- | ------------------------- | ------------------------- | ------------------------- |
| Saison 11 (complète)      | Saison 11 (complète)      | Saison 11 (complète)      | Saison 11 (3 épisodes)    | Saison 11 (2 épisodes)    | Saison 11 (2 épisodes)    | Saison 11 (2 épisodes)    | Saison 11 (invités)       | Saison 11 (invités)       |

| Saison 12 (2020-2021) | Saison 12 (2020-2021) | Saison 12 (2020-2021) | Saison 12 (2020-2021)  | Saison 12 (2020-2021)  | Saison 12 (2020-2021)  | Saison 12 (2020-2021)  | Saison 12 (2020-2021)  | Saison 12 (2020-2021) |
| Compagnons Principaux | Compagnons Principaux | Compagnons Principaux | Compagnons Récurrents  | Compagnons Récurrents  | Compagnons Récurrents  | Compagnons Récurrents  | Compagnons Récurrents  | Compagnons Récurrents |
| Yasmin Khan           | Graham O'Brien        | Ryan Sinclair         | Sonya Khan             | Najia Khan             | Hakim Khan             | Jack Harkness          | Grace O'Brien          | Jack Robertson        |
| --------------------- | --------------------- | --------------------- | ---------------------- | ---------------------- | ---------------------- | ---------------------- | ---------------------- | --------------------- |
| Saison 12 (complète)  | Saison 12 (complète)  | Saison 12 (complète)  | Saison 12 (3 épisodes) | Saison 12 (2 épisodes) | Saison 12 (2 épisodes) | Saison 12 (2 épisodes) | Saison 12 (2 épisodes) | Saison 12 (invité)    |

| Doctor Who: Flux (2021) | Doctor Who: Flux (2021) | Doctor Who: Flux (2021) | Doctor Who: Flux (2021) | Doctor Who: Flux (2021) | Doctor Who: Flux (2021) | Doctor Who: Flux (2021) | Doctor Who: Flux (2021) | Doctor Who: Flux (2021) | Doctor Who: Flux (2021) | Doctor Who: Flux (2021) |
| Compagnons Principaux   | Compagnons Principaux   | Compagnons Récurrents   | Compagnons Récurrents   | Compagnons Récurrents   | Compagnons Récurrents   | Compagnons Récurrents   | Compagnons Récurrents   | Compagnons Récurrents   | Compagnons Récurrents   | Compagnons Récurrents   |
| Yasmin Khan             | Dan Lewis               | Vinder                  | Karvanista              | Joseph Williamson       | Diane Curtis            | Bel                     | Eustache Jericho        | Claire Brown            | Kate Stewart            | Sonya Khan              |
| ----------------------- | ----------------------- | ----------------------- | ----------------------- | ----------------------- | ----------------------- | ----------------------- | ----------------------- | ----------------------- | ----------------------- | ----------------------- |
| Saison 13 (complète)    | Saison 13 (complète)    | Saison 13 (complète)    | Saison 13 (5 épisodes)  | Saison 13 (5 épisodes)  | Saison 13 (4 épisodes)  | Saison 13 (4 épisodes)  | Saison 13 (3 épisodes)  | Saison 13 (3 épisodes)  | Saison 13 (2 épisodes)  | Saison 13 (invitée)     |

| Spéciaux (complet) | Spéciaux (complet) | Le Pouvoir du Docteur (Spécial 100e Anniversaire BBC) | Le Pouvoir du Docteur (Spécial 100e Anniversaire BBC) | Le Réveillon des Daleks (Spécial Nouvel An 2022) (invité) | La Légende des Démons des Mers (Spécial Pâques 2022) (invité) |

#### Série Moderne(2023-présent)
Après une collaboration avec Disney dans la production, à l'aide fonds budgétaires, ainsi que dans la diffusion des nouveaux épisodes sur Disney+, la série obtiens un reset du compte des saisons en commençant avec la diffusion d'épisodes spéciaux à l'occasion du 60e anniversaire à partir du 25 novembre 2023 jusqu'à aujourd'hui.
Le Quatorzième Docteur, interprété par David Tennant, fait son apparition dans le premier épisode spécial, parmi les 3 diffusés à l'occasion des 60 ans de la série, qui se nomme La Créature stellaire en 2023. C'est la première fois qu'un ancien acteur ayant déjà interprété le Docteur, revient dans une nouvelle incarnation du Docteur. Dans ces épisodes, le Docteur retrouve Donna Noble et sa famille et fait face à une ancienne entité rencontré lors de sa toute première vie durant l'arc The Celestial Toymaker diffusé en 1966. Durant ce combat, dans le troisième épisode spécial nommé Le Fabricant de Jouets, le Docteur subit une bi-génération, ce qui signifie que deux Docteurs coexiste au même endroit et au même moment, autrement dit, les acteurs David Tennant et Ncuti Gatwa, interprète du Quatorzième et Quinzième Docteur se battent face au Fabricant de Jouets. À la fin du spécial, le Quatorzième Docteur reste "se reposer" sur Terre, pendant que le Quinzième Docteur part à l'aventure.
| Spéciaux (2023)      | Spéciaux (2023)                                | Spéciaux (2023)                                | Spéciaux (2023)                                | Spéciaux (2023)                                | Spéciaux (2023)                   | Spéciaux (2023)                  | Spéciaux (2023)                  | Spéciaux (2023)                  | Spéciaux (2023)                  |
| Compagnon Principale | Compagnons Récurrents                          | Compagnons Récurrents                          | Compagnons Récurrents                          | Compagnons Récurrents                          | Compagnons Récurrents             | Compagnons Récurrents            | Compagnons Récurrents            | Compagnons Récurrents            | Compagnons Récurrents            |
| Donna Noble          | Shaun Temple                                   | Sylvia Noble                                   | Rose Noble                                     | Shirley Anne Bingham                           | Wilfred Mott                      | Kate Stewart                     | Mel Bush                         | Le Vlinx                         | Colonel Ibrahim                  |
| -------------------- | ---------------------------------------------- | ---------------------------------------------- | ---------------------------------------------- | ---------------------------------------------- | --------------------------------- | -------------------------------- | -------------------------------- | -------------------------------- | -------------------------------- |
| Spéciaux (complet)   | La Créature stellaire / Le Fabricant de Jouets | La Créature stellaire / Le Fabricant de Jouets | La Créature stellaire / Le Fabricant de Jouets | La Créature stellaire / Le Fabricant de Jouets | Aux Confins de l'Univers (invité) | Le Fabricant de Jouets (invités) | Le Fabricant de Jouets (invités) | Le Fabricant de Jouets (invités) | Le Fabricant de Jouets (invités) |

Le Quinzième Docteur, interprété par Ncuti Gatwa, fait sa première apparition dans le spécial Le Fabricant de Jouets mais sa réelle première aventure se trouve dans le spécial Noël de 2023 nommé L'église de Ruby Road. Le Docteur fait la rencontre de Ruby Sunday, une jeune femme brave et brillante mais dont la naissance cache un lourd secret. C'est lors de l'épisode La Légende de Ruby Sunday que l'entité Sutekh, apparue pour la première fois dans l'arc Pyramids of Mars auprès du Quatrième Docteur en 1975 fait son retour.
Après que Ruby et le Docteur se soient dit au revoir, le Docteur continue ses aventures dans l'Hôtel du Temps en 4202 (JOY-eux Noël). De retour dans le présent, le Docteur fait la rencontre de Belinda Chandra, mais leur retour sur Terre se trouve parsemé d'embûche. En tentant de retourner sur Terre à la date du 24 mai 2025, le Docteur et Belinda sont suivit par Mrs Flood qui se révèle être la Rani (Le Concours Interstellaire de la Chanson). Dans un réalité altérée, le Docteur, Belinda, Ruby et UNIT se retrouvent tous piéger dans un monde imaginé par Conrad Clark avec le pouvoir d'un dieu bébé nommé Desidirium, tout ça dans le but de ramener Omega (Le Monde du souhait / La Guerre de la réalité).
En annulant tous les souhaits, la nouvelle réalité efface Poppy qui était devenu la fille du Docteur et de Belinda. Afin de ramener Poppy et de recalibrer la réalité, le Docteur sacrifie une vie et déclenche sa propre régénération. À la suite de cette régénération, l'actrice de Billie Piper prends la place du Quinzième Docteur mais dans un rôle encore inconnue.
| Saison 1 (2023-2024) | Saison 1 (2023-2024)  | Saison 1 (2023-2024)  | Saison 1 (2023-2024)  | Saison 1 (2023-2024)  | Saison 1 (2023-2024)  | Saison 1 (2023-2024)  | Saison 1 (2023-2024)  | Saison 1 (2023-2024)  | Saison 1 (2023-2024)  | Saison 1 (2023-2024)  |
| Compagnon Principale | Compagnons Récurrents | Compagnons Récurrents | Compagnons Récurrents | Compagnons Récurrents | Compagnons Récurrents | Compagnons Récurrents | Compagnons Récurrents | Compagnons Récurrents | Compagnons Récurrents | Compagnons Récurrents |
| Ruby Sunday          | Carla Sunday          | Cherry Sunday         | Kate Stewart          | Rose Noble            | Mel Bush              | Morris Gibbons        | Le Vlinx              | Colonel Ibrahim       | Shirley Anne Bingham  | Rogue                 |
| -------------------- | --------------------- | --------------------- | --------------------- | --------------------- | --------------------- | --------------------- | --------------------- | --------------------- | --------------------- | --------------------- |
| Saison 1 (complète)  | Saison 1 (6 épisodes) | Saison 1 (5 épisodes) | Saison 1 (3 épisodes) | Saison 1 (2 épisodes) | Saison 1 (2 épisodes) | Saison 1 (2 épisodes) | Saison 1 (2 épisodes) | Saison 1 (2 épisodes) | Saison 1 (2 épisodes) | Saison 1 (invité)     |

| Saison 2 (2024-2025) | Saison 2 (2024-2025)  | Saison 2 (2024-2025)  | Saison 2 (2024-2025)  | Saison 2 (2024-2025)  | Saison 2 (2024-2025)  | Saison 2 (2024-2025)  | Saison 2 (2024-2025)  | Saison 2 (2024-2025)  | Saison 2 (2024-2025)  | Saison 2 (2024-2025)  | Saison 2 (2024-2025)  | Saison 2 (2024-2025)  |
| Compagnon Principale | Compagnons Récurrents | Compagnons Récurrents | Compagnons Récurrents | Compagnons Récurrents | Compagnons Récurrents | Compagnons Récurrents | Compagnons Récurrents | Compagnons Récurrents | Compagnons Récurrents | Compagnons Récurrents | Compagnons Récurrents | Compagnons Récurrents |
| Belinda Chandra      | Ruby Sunday           | Kate Stewart          | Shirley Anne Bingham  | Colonel Ibrahim       | Carla Sunday          | Cherry Sunday         | Mel Bush              | Le Vlinx              | Anita Benn            | Rose Noble            | Rogue                 | Susan Foreman         |
| -------------------- | --------------------- | --------------------- | --------------------- | --------------------- | --------------------- | --------------------- | --------------------- | --------------------- | --------------------- | --------------------- | --------------------- | --------------------- |
| Saison 2 (complète)  | Saison 2 (4 épisodes) | Saison 2 (3 épisodes) | Saison 2 (3 épisodes) | Saison 2 (3 épisodes) | Saison 2 (3 épisodes) | Saison 2 (3 épisodes) | Saison 2 (2 épisodes) | Saison 2 (2 épisodes) | Saison 2 (2 épisodes) | Saison 2 (invités)    | Saison 2 (invités)    | Saison 2 (invités)    |

### The Sarah Jane Adventures(2007-2011)
The Sarah Jane Adventures est un spin-off avec, pour personnage principal, Sarah Jane Smith, une ancienne compagne du Troisième et Quatrième Docteur. Ses aventures l'ont amenée à faire la rencontre de Luke, son fils adoptif créé par une race extra-terrestre ; Clyde Langer, camarade de classe de Luke qui deviendra son meilleur ami ; Maria Jackson, voisine de Sarah Jane mais partira au début de la Saison 2 ; Rani Chandra, nouvelle voisine de Sarah Jane et Sky, fille adoptive de Sarah Jane qui apparaît au cours de la Saison 5.
Cette série, principalement destinée aux enfants et aux jeunes adolescents, a commencé sa diffusion le 1er janvier 2007 avec un épisode pilote et s'est terminé le 18 octobre 2011 après le décès prématurée de l'actrice Elisabeth Sladen. En hommage à l'actrice, un webisode du nom de Farewell, Sarah Jane, écrit par Russell T Davies, a été diffusé le 19 avril 2020 sur la chaîne YouTube de Doctor Who.
| Saison 1 (2007)        | Saison 1 (2007)        | Saison 1 (2007)        | Saison 1 (2007)        | Saison 1 (2007)        | Saison 1 (2007)        |
| Personnages Principaux | Personnages Principaux | Personnages Principaux | Personnages Principaux | Personnages Principaux | Personnages Récurrents |
| Sarah Jane Smith       | Luke Smith             | Maria Jackson          | M. Smith               | Clyde Langer           | K-9                    |
| ---------------------- | ---------------------- | ---------------------- | ---------------------- | ---------------------- | ---------------------- |
| Saison 1 (complète)    | Saison 1 (complète)    | Saison 1 (complète)    | Saison 1 (complète)    | Saison 1 (10 épisodes) | Saison 1 (invité)      |

| Saison 2 (2008)        | Saison 2 (2008)        | Saison 2 (2008)        | Saison 2 (2008)        | Saison 2 (2008)        | Saison 2 (2008)        | Saison 2 (2008)              |
| Personnages Principaux | Personnages Principaux | Personnages Principaux | Personnages Principaux | Personnages Principaux | Personnages Récurrents | Personnages Récurrents       |
| Sarah Jane Smith       | Luke Smith             | Clyde Langer           | M. Smith               | Rani Chandra           | Maria Jackson          | Brigadier Lethbridge-Stewart |
| ---------------------- | ---------------------- | ---------------------- | ---------------------- | ---------------------- | ---------------------- | ---------------------------- |
| Saison 2 (complète)    | Saison 2 (complète)    | Saison 2 (complète)    | Saison 2 (complète)    | Saison 2 (10 épisodes) | Saison 2 (3 épisodes)  | Saison 2 (invité)            |

| Saison 3 (2009)        | Saison 3 (2009)        | Saison 3 (2009)        | Saison 3 (2009)        | Saison 3 (2009)        | Saison 3 (2009)        | Saison 3 (2009)        |
| Personnages Principaux | Personnages Principaux | Personnages Principaux | Personnages Principaux | Personnages Principaux | Personnages Récurrents | Personnages Récurrents |
| Sarah Jane Smith       | Clyde Langer           | Rani Chandra           | Luke Smith             | M. Smith               | K-9                    | Dixième Docteur        |
| ---------------------- | ---------------------- | ---------------------- | ---------------------- | ---------------------- | ---------------------- | ---------------------- |
| Saison 3 (complète)    | Saison 3 (complète)    | Saison 3 (complète)    | Saison 3 (10 épisodes) | Saison 3 (10 épisodes) | Saison 3 (8 épisodes)  | Saison 3 (invité)      |

| Saison 4 (2010)        | Saison 4 (2010)        | Saison 4 (2010)        | Saison 4 (2010)        | Saison 4 (2010)        | Saison 4 (2010)        | Saison 4 (2010)        | Saison 4 (2010)        |
| Personnages Principaux | Personnages Principaux | Personnages Principaux | Personnages Principaux | Personnages Récurrents | Personnages Récurrents | Personnages Récurrents | Personnages Récurrents |
| Sarah Jane Smith       | Clyde Langer           | Rani Chandra           | M. Smith               | Luke Smith             | K-9                    | Jo Grant               | Onzième Docteur        |
| ---------------------- | ---------------------- | ---------------------- | ---------------------- | ---------------------- | ---------------------- | ---------------------- | ---------------------- |
| Saison 4 (complète)    | Saison 4 (complète)    | Saison 4 (complète)    | Saison 4 (10 épisodes) | Saison 4 (5 épisodes)  | Saison 4 (4 épisodes)  | Saison 4 (invités)     | Saison 4 (invités)     |

| Saison 5 (2011)        | Saison 5 (2011)        | Saison 5 (2011)        | Saison 5 (2011)        | Saison 5 (2011)        | Saison 5 (2011)        |
| Personnages Principaux | Personnages Principaux | Personnages Principaux | Personnages Principaux | Personnages Principaux | Personnages Récurrents |
| Sarah Jane Smith       | Clyde Langer           | Rani Chandra           | M. Smith               | Sky Smith              | Luke Smith             |
| ---------------------- | ---------------------- | ---------------------- | ---------------------- | ---------------------- | ---------------------- |
| Saison 5 (complète)    | Saison 5 (complète)    | Saison 5 (complète)    | Saison 5 (complète)    | Saison 5 (complète)    | Saison 5 (3 épisodes)  |

### Tales of the TARDIS(2023-2024)
Tales of the TARDIS (trad. litt : Les Contes du TARDIS) est un spin-off composée de sept épisodes de la série classiques de Doctor Who montée en omnibus, c'est-à-dire que toutes les parties sont assemblées en un seul long épisode. Les 6 premiers épisodes ont été publiés sur BBC iPlayer le 1er novembre 2023, coïncidant avec le lancement du Whoniverse, et le dernier épisode a été diffusé le 20 juin 2024 sur BBC Four, coïncidant avec la diffusion du final de la Saison 1 de 2024 (La Légende de Ruby Sunday / L'Empire de Mort) qui met en avant le retour de Sutekh (Pyramids of Mars - 1975).
Chaque épisode contient des scènes supplémentaires spécialement tournée avec, souvent, la distribution originale de l'épisode, dans un "Memory TARDIS", avec le Docteur et ses compagnons se remémorant une aventure commune. Le dernier épisode se passait du point de vue du Quinzième Docteur qui raconte, à Ruby Sunday, quand il a fait face à Sutekh pour la première fois sous les traits du Quatrième Docteur, accompagné de Sarah Jane Smith.
| N° | Titre original      | Scénario         | Réalisation        | Docteurs | Compagnons    | Première diffusion |
| --- | ------------------- | ---------------- | ------------------ | -------- | ------------- | ------------------ |
| 1 | Earthshock          | Russell T Davies | Joshua M.G. Thomas | 5e       | Tegan         | 1er novembre 2023  |
| Le Cinquième Docteur et Tegan se retrouvent et se souviennent de leur terrifiante aventure contre les Cybermen pour sauver la Terre… et de l'ami qu'ils ont perdu en chemin. Au XXVIe siècle, le Docteur, Adric, Nyssa et Tegan viennent en aide à un peloton de soldats enquêtant sur le meurtre d'une équipe scientifique dans un complexe de grottes sur Terre. Le Docteur découvre que les tueurs sont en réalité des androïdes au service des Cybermen et gardent une bombe destinée à détruire la planète. Le Docteur désarme l'explosif mais en traçant le signal de détonation, il apprend que le plus grand danger est encore à venir. Les Cybermen se sont cachés à bord d'un cargo en route vers la Terre, qui servira sans le savoir de tête de pont à une invasion massive. |                     |                  |                    |          |               |                    |
| 2 | The Mind Robber     | Pete McTighe     | Joshua M.G. Thomas | NC       | Jamie, Zoe    | 1er novembre 2023  |
| Jamie McCrimmon et Zoe Heriot se retrouvent et se souviennent de leur rencontre avec des robots, des soldats mécaniques et Méduse dans un pays de fiction gouverné par un mystérieux maître. En faisant sauter un lien fluide, le Docteur est obligé d'utiliser l'unité d'urgence pour éloigner le TARDIS du danger et même de la réalité elle-même : au Pays de la Fiction. Ici, il rencontre des personnages de fiction, tels que Raiponce, Lemuel Gulliver et Méduse. |                     |                  |                    |          |               |                    |
| 3 | Vengeance on Varos  | Phil Ford        | Joshua M.G. Thomas | 6e       | Peri          | 1er novembre 2023  |
| Le Sixième Docteur et Peri Brown se retrouvent et se souviennent de leur conflit sur la planète minière Varos : un monde qui divertit ses habitants avec des émissions télévisées sadiques. Lorsque le TARDIS manque de minerai vital de Zyton-7, le Docteur effectue un atterrissage d'urgence sur la planète Varos, riche en minerai. Varos est une ancienne colonie pénitentiaire dont les habitants ne tirent désormais leur plaisir que des tortures télévisées qui défilent perpétuellement sur leurs écrans. Le gouverneur de Varos est engagé dans des négociations avec l'impitoyable homme d'affaires Sil, qui tente de tromper les Varosiens sur leur profit légitime de Zyton-7. C'est au Docteur et à Peri d'arrêter les plans de Sil et de sortir les indigènes de Varos de leur cycle quotidien de vidéos méchantes. |                     |                  |                    |          |               |                    |
| 4 | The Three Doctors   | Phil Ford        | Joshua M.G. Thomas | NC       | Jo, Clyde     | 1er novembre 2023  |
| Jo Grant et Clyde Langer se retrouvent alors qu'elle se souvient du moment où les Seigneurs du Temps ont convoqué trois Docteurs pour combattre un redoutable adversaire du passé de Gallifrey. Lorsqu'Omega, un pionnier de la civilisation des Seigneurs du Temps piégé dans un autre univers, commence à détruire notre univers, les Seigneurs du Temps font appel à l'aide du Docteur - ses 3 incarnations. |                     |                  |                    |          |               |                    |
| 5 | The Time Meddler    | Phil Ford        | Joshua M.G. Thomas | NC       | Vicki, Steven | 1er novembre 2023  |
| Steven Taylor et Vicki se retrouvent et se souviennent de leur première aventure en combattant un Moine voyageant dans le temps sur le point de changer le cours de l'histoire en 1066. Le Premier Docteur et Vicki trouvent Steven à bord du TARDIS. Ils arrivent en Northumbrie en 1066. Le Docteur se rend dans un monastère et trouve un gramophone, mais est bientôt piégé par le Moine. Steven et Vicki découvrent le TARDIS du Moine et déterminent qu'il doit provenir du même endroit que le Docteur. Le Docteur finit par s'échapper et prend le dessus contre le Moine, qui révèle son plan visant à détruire la flotte viking, empêchant la bataille de Stamford Bridge et laissant les soldats saxons complètement frais pour vaincre Guillaume de Normandie à la bataille d'Hastings. Il se vante que son plan accélérerait le développement de l'humanité de plusieurs siècles. Le Docteur dénonce le Moine pour avoir cherché à modifier le cours de l'histoire et l'oblige à révéler son TARDIS, où ils retrouvent Steven et Vicki. Le Docteur prend le contrôle dimensionnel du TARDIS du Moine, laissant l'intérieur rétréci au-delà de toute utilisation et le Moine bloqué en 1066. |                     |                  |                    |          |               |                    |
| 6 | The Curse of Fenric | Pete McTighe     | Joshua M.G. Thomas | 7e       | Ace           | 1er novembre 2023  |
| Le Septième Docteur et Ace se retrouvent et se souviennent de leur combat contre un mal ancien lors de la Seconde Guerre mondiale, où une malédiction viking ramène les morts à la vie. Le Docteur et Ace atterrissent en Angleterre pendant la Seconde Guerre mondiale, dans une base balnéaire secrète qui abrite l'Ultima Machine, un puissant appareil de décryptage. Mais des perturbations empoisonnent l'installation : les Russes tentent de voler l'Ultima, de mystérieuses runes vikings sont découvertes dans la crypte d'une église et des Haemovores vampiriques surgissent de l'océan. Le Docteur découvre que son ancien ennemi, Fenric, a manipulé les événements afin de gagner sa liberté. Et au cœur des projets de Fenric n’est autre qu’Ace. |                     |                  |                    |          |               |                    |
| 7 | Pyramids of Mars    | Russell T Davies | Jamie Donoughue    | 15e      | Ruby          | 20 juin 2024       |
| Loin dans le temps, à bord d'un vieux "Memory TARDIS", le Quinzième Docteur et Ruby Sunday s'arrêtent dans la bataille pour réfléchir à leurs récentes aventures. En 1911, une menace ancienne surgit dans les tombes égyptiennes et sème la terreur dans une maison de campagne anglaise. Sutekh s’est levé et le monde doit se méfier. Le belliciste osirien, cherche à être libéré de sa prison et recrute des serviteurs sur Terre. |                     |                  |                    |          |               |                    |

### The War Between the Land and the Sea(2025)
Lors du Panel Doctor Who à la San Diego Comic-Con le 26 juillet 2024, un nouveau spin-off du nom de The War Between the Land and the Sea a été annoncé. Le spin-off à commencé son tournage le 29 août 2024 et s'est terminé le 7 décembre 2024.
Il a également été annoncé que Gugu Mbatha-Raw, Russell Tovey, Jemma Redgrave et Alexander Devrient serait le casting officiel de la série. Tandis que Jemma Redgrave et Alexander Devrient reprennent leur rôle respectif de Kate Stewart et Colonel Ibrahim, Gugu Mbatha-Raw et Russell Tovey ne reprendraient pas leur rôle respectif de Tish Jones et Alonso Frame mais jouerait de nouveaux rôles.
La série tournerait autour des Démons des Mers sur un total de seulement 5 épisodes et serait réalisé par Dylan Holmes Williams qui a déjà réalisé les épisodes 73 Yards et Œil et Cerveau Bulle de la Saison 1 de 2024.
| N°         | Titre original         | Scénario                        | Réalisation           | Diffusion originale | Diffusion française (sur Disney+) | Audience (en millions) |
| ---------- | ---------------------- | ------------------------------- | --------------------- | ------------------- | --------------------------------- | ---------------------- |
| 1          | Titre original inconnu | Russell T Davies                | Dylan Holmes Williams | 2025                | 2025                              | —                      |
| À venir... |                        |                                 |                       |                     |                                   |                        |
| 2          | Titre original inconnu | Pete McTighe                    | Dylan Holmes Williams | 2025                | 2025                              | —                      |
| À venir... |                        |                                 |                       |                     |                                   |                        |
| 3          | Titre original inconnu | Pete McTighe                    | Dylan Holmes Williams | 2025                | 2025                              | —                      |
| À venir... |                        |                                 |                       |                     |                                   |                        |
| 4          | Titre original inconnu | Russell T Davies & Pete McTighe | Dylan Holmes Williams | 2025                | 2025                              | —                      |
| À venir... |                        |                                 |                       |                     |                                   |                        |
| 5          | Titre original inconnu | Russell T Davies                | Dylan Holmes Williams | 2025                | 2025                              | —                      |
| À venir... |                        |                                 |                       |                     |                                   |                        |

## Usage courant
Utilisé à l'origine pour décrire uniquement la série Doctor Who, ses dérivés et ses concepteurs, le terme signifie depuis 2005 et l'apparition des spin-off de la série ce qui se passe à l'intérieur de l'univers de Doctor Who et désigne un ensemble fictif, comme le Buffyverse.